# Vale de São Domingos
Vale de São Domingos este un oraș în Mato Grosso (MT), Brazilia.